# Abdullah Zubromawi
Abdullah Sulaiman Zubromawi (Yeda, 15 de noviembre de 1973) es un exfutbolista saudí que jugaba en la demarcación de defensa.

## Selección nacional
Jugó un total de 122 partidos con la selección de fútbol de Arabia Saudita. Llegó a disputar con la selección la Copa Rey Fahd 1995, la Copa Asiática 1996 —torneo donde resultó vencedor, marcando el segundo penalti en la final y designado en el mejor once del torneo—, la Copa FIFA Confederaciones 1997, la Copa FIFA Confederaciones 1999 y la Copa Asiática 2000 —donde perdió en la final contra Japón. Además disputó tres copas del mundo, la edición de 1994, 1998 y 2002; quedando en octavos de final en 1994, y en la fase de grupos en las otras dos. También jugó los Juegos Olímpicos de Atlanta 1996, quedando de nuevo eliminado en la fase de grupos. 

### Participaciones en Copas del Mundo
| Mundial                        | Sede                | Resultado        | Partidos | Goles |
| ------------------------------ | ------------------- | ---------------- | -------- | ----- |
| Copa Mundial de Fútbol de 1994 | Estados Unidos      | Octavos de final | 3        | 0     |
| Copa Mundial de Fútbol de 1998 | Francia             | Fase de grupos   | 3        | 0     |
| Copa Mundial de Fútbol de 2002 | Corea del Sur Japón | Fase de grupos   | 3        | 0     |

### Participaciones en los Juegos Olímpicos
| Mundial                          | Sede           | Resultado      | Partidos | Goles |
| -------------------------------- | -------------- | -------------- | -------- | ----- |
| Juegos Olímpicos de Atlanta 1996 | Estados Unidos | Fase de grupos | 3        | 0     |

### Participaciones en la Copa Confederaciones
| Mundial                        | Sede           | Resultado       | Partidos | Goles |
| ------------------------------ | -------------- | --------------- | -------- | ----- |
| Copa FIFA Confederaciones 1995 | Arabia Saudita | Fase de grupos  | 2        | 0     |
| Copa FIFA Confederaciones 1997 | Arabia Saudita | Fase de grupos  | 2        | 0     |
| Copa FIFA Confederaciones 1999 | México         | Cuarta posición | 3        | 0     |

## Clubes
| Club      | País           | Año       |
| --------- | -------------- | --------- |
| Al-Ahli   | Arabia Saudita | 1994-2001 |
| Al-Hilal  | Arabia Saudita | 2001-2006 |
| Abha Club | Arabia Saudita | 2006-2009 |

## Palmarés

### Campeonatos nacionales
| Título                               | Club     | País           | Año  |
| ------------------------------------ | -------- | -------------- | ---- |
| Copa del Príncipe de la Corona Saudí | Al-Ahli  | Arabia Saudita | 1998 |
| Copa Federación de Arabia Saudita    | Al-Ahli  | Arabia Saudita | 2001 |
| Primera División de Arabia Saudita   | Al-Hilal | Arabia Saudita | 2002 |
| Primera División de Arabia Saudita   | Al-Hilal | Arabia Saudita | 2005 |
| Copa del Príncipe de la Corona Saudí | Al-Hilal | Arabia Saudita | 2003 |
| Copa del Príncipe de la Corona Saudí | Al-Hilal | Arabia Saudita | 2005 |
| Copa del Príncipe de la Corona Saudí | Al-Hilal | Arabia Saudita | 2006 |
| Copa Federación de Arabia Saudita    | Al-Hilal | Arabia Saudita | 2005 |
| Copa Federación de Arabia Saudita    | Al-Hilal | Arabia Saudita | 2006 |

### Campeonatos internacionales
| Título           | Club     | País           | Año  |
| ---------------- | -------- | -------------- | ---- |
| Recopa de la AFC | Al-Hilal | Arabia Saudita | 2002 |